# Serie Río de la Plata 2025
La Serie Río de la Plata 2025 fue la cuarta edición de estas competiciones de carácter amistoso y de pretemporada disputadas en Uruguay. Se desarrolló entre el 11 y el 24 de enero y participaron equipos de Argentina, Chile, Ecuador, Paraguay y Uruguay.

## Equipos participantes
Los partidos fueron disputados por doce clubes de Uruguay, diez de Argentina, dos de Chile, uno de Ecuador y uno de Paraguay.
| Equipos participantes   | Equipos participantes         |
| Bandera de Uruguay      | Bandera de Argentina          |
| ----------------------- | ----------------------------- |
| Albion                  | Atlético Tucumán              |
| Cerro                   | Belgrano                      |
| Cerro Largo             | Colón                         |
| Danubio                 | Defensa y Justicia            |
| Defensor Sporting       | Gimnasia y Esgrima (La Plata) |
| Juventud                | Huracán                       |
| Montevideo City Torque  | Independiente                 |
| Nacional                | Instituto                     |
| Peñarol                 | San Lorenzo                   |
| Progreso                | Unión (Santa Fe)              |
| Racing                  | Bandera de Chile              |
| Wanderers               | Colo-Colo                     |
| Bandera de Ecuador      | Universidad Católica          |
| Independiente del Valle | Bandera de Paraguay           |
|                         | Olimpia                       |

## Partidos
Se disputaron 25 partidos.
| 11 de enero; 21:00 | Unión (SF) | 1:3 (1:0) | Universidad Católica                  | Estadio Luis Franzini, Montevideo |                          |
|                    | Verde 6'   | Reporte   | Gentil 59' · Canales 63' · Montes 85' | Árbitro(s): Javier Feres          | Árbitro(s): Javier Feres |

| 12 de enero; 20:00 | Danubio | 0:2 (0:0) | Huracán                      | Estadio Charrúa, Montevideo |                             |
|                    |         | Reporte   | E. Ramírez 46' · Tissera 80' | Árbitro(s): Leodán González | Árbitro(s): Leodán González |

| 12 de enero; 22:00 | Peñarol     | 1:1 (1:0) | Colo-Colo | Campus de Maldonado, Maldonado |                             |
| | Silvera 31' | Reporte   | Vidal 70' | Árbitro(s): Esteban Matonte    | Árbitro(s): Esteban Matonte |
| Al término de los 90 minutos, debía disputarse la tanda de penales para definir al ganador, pero Colo-Colo decidió retirarse del campo de juego por disconformidad con el arbitraje. |             |           |           |                                |                             |

| 13 de enero; 20:00 | Defensa y Justicia            | 2:3 (0:2) | Racing                     | Parque Viera, Montevideo     |                              |
|                    | M. Ramírez 47' · Ferreira 83' | Reporte   | Cairus 26' · Kahl 29', 78' | Árbitro(s): Daniel Rodríguez | Árbitro(s): Daniel Rodríguez |

| 13 de enero; 22:00 | Nacional | 0:1 (0:1) | San Lorenzo | Gran Parque Central, Montevideo |                              |
|                    |          | Reporte   | Herrera 42' | Árbitro(s): Esteban Ostojich    | Árbitro(s): Esteban Ostojich |

| 14 de enero; 20:00 | Universidad Católica           | 3:2 (2:1) | Atlético Tucumán                   | Campus de Maldonado, Maldonado |                            |
|                    | Gentil 30' · Zampedri 44', 52' | Reporte   | L. Rodríguez 5' · Estigarribia 82' | Árbitro(s): Gustavo Tejera     | Árbitro(s): Gustavo Tejera |

| 15 de enero; 18:00 | Argentinos Juniors                    | 3:1 (1:0) | Juventud     | Gran Parque Central, Montevideo |                            |
|                    | Molina 14' · Brondo 81' · Cordero 87' | Reporte   | Larregui 70' | Árbitro(s): Eduardo Varela      | Árbitro(s): Eduardo Varela |

| 15 de enero; 20:00 | Colo-Colo | 1:0 (0:0) | Huracán | Estadio Luis Franzini, Montevideo |  |
|                    | Oroz 49'  | Reporte   |         |                                   |  |

| 15 de enero; 22:00 | Defensor Sporting          | 2:3 (0:1) | Gimnasia y Esgrima (LP)              | Estadio Luis Franzini, Montevideo |                          |
|                    | Biscayzacú 46' · Soria 80' | Reporte   | Panaro 40' · Castro 66' · Torres 90' | Árbitro(s): Javier Feres          | Árbitro(s): Javier Feres |

| 16 de enero; 18:00 | Defensa y Justicia | 0:1 (0:0) | Montevideo City Torque | Estadio Campeón del Siglo, Montevideo |                             |
|                    |                    | Reporte   | Da Silva 70'           | Árbitro(s): Anahí Fernández           | Árbitro(s): Anahí Fernández |

| 16 de enero; 20:00 | Montevideo Wanderers | 1:3 (0:2) | Belgrano                                           | Parque Viera, Montevideo |  |
|                    | Borthagaray 68'      | Reporte   | Leguizamón 7' · Jara 13' (pen.) · N. Fernández 67' |                          |  |

| 16 de enero; 22:00 | Peñarol | 0:1 (0:0) | San Lorenzo | Estadio Campeón del Siglo, Montevideo |                              |
|                    |         | Reporte   | Reali 57'   | Árbitro(s): Mathías De Armas          | Árbitro(s): Mathías De Armas |

| 17 de enero; 20:00 | Unión (SF)                        | 2:1 (1:0) | Atlético Tucumán | Parque Viera, Montevideo  |                           |
|                    | Dómina 39' (pen.) · Gerometta 46' | Reporte   | L. Rodríguez 69' | Árbitro(s): Javier Burgos | Árbitro(s): Javier Burgos |

| 17 de enero; 22:00 | Nacional | 0:2 (0:1) | Olimpia                        | Gran Parque Central, Montevideo |                             |
|                    |          | Reporte   | Franco 34' · Romero 81' (pen.) | Árbitro(s): Leodán González     | Árbitro(s): Leodán González |

| 18 de enero; 18:00 | Cerro Largo | 0:1 (0:0) | Gimnasia y Esgrima (LP) | Estadio Luis Franzini, Montevideo |                            |
|                    |             | Reporte   | Pintado 90+4'           | Árbitro(s): Esteban Guerra        | Árbitro(s): Esteban Guerra |

| 18 de enero; 20:00 | Montevideo Wanderers | 1:0 (0:0) | Instituto | Parque Viera, Montevideo   |                            |
|                    | Royón 90+3' (pen.)   | Reporte   |           | Árbitro(s): Santiago Motta | Árbitro(s): Santiago Motta |

| 18 de enero; 22:30 | Defensor Sporting       | 2:5 (1:4) | Independiente                                                  | Estadio Luis Franzini, Montevideo |                          |
|                    | Spinelli 9' · Abreu 79' | Reporte   | Millán 3' · Montiel 32' · Loyola 34' · Ávalos 45' · Tarzia 55' | Árbitro(s): Hernán Heras          | Árbitro(s): Hernán Heras |

| 19 de enero; 20:00 | Belgrano                                         | 0:0 (5:3 p.)               | Progreso                                   | Campus de Maldonado, Maldonado |                            |
|                    |                                                  | Reporte                    |                                            | Árbitro(s): Bruno Sacarelo     | Árbitro(s): Bruno Sacarelo |
|                    |                                                  | Tiros desde el punto penal |                                            |                                |                            |
|                    | Passerini · Zelarayán · Troilo · Ostchega · Oses |                            | Caicedo · García · Trasante · E. Fernández |                                |                            |

| 19 de enero; 22:00 | San Lorenzo | 0:0 (5:4 p.) | Independiente del Valle | Campus de Maldonado, Maldonado |                           |
|                    |             | Reporte      |                         | Árbitro(s): Diego Dunajec      | Árbitro(s): Diego Dunajec |

| 20 de enero; 21:00 | Nacional                                        | 3:1 (1:1) | Peñarol   | Estadio Centenario, Montevideo |                              |
|                    | N. Rodríguez 39' · Herazo 90+1' · Villaba 90+4' | Reporte   | Darias 5' | Árbitro(s): Daniel Rodríguez   | Árbitro(s): Daniel Rodríguez |

| 21 de enero; 20:00 | Racing                                | 0:0 (2:4 p.)               | Colón                                 | Estadio Luis Franzini, Montevideo |                            |
|                    |                                       | Reporte                    |                                       | Árbitro(s): Federico Arman        | Árbitro(s): Federico Arman |
|                    |                                       | Tiros desde el punto penal |                                       |                                   |                            |
|                    | Atum · Cáceres · Ferreira · Hernández |                            | Forneris · Barreto · Jourdan · Gallay |                                   |                            |

| 21 de enero; 22:00 | Defensor Sporting                                            | 1:1 (0:0) (4:5 p.)         | Instituto                                                    | Estadio Luis Franzini, Montevideo |  |
|                    | Biscayzacú 80'                                               | Reporte                    | Acevedo 50'                                                  |                                   |  |
|                    |                                                              | Tiros desde el punto penal |                                                              |                                   |  |
|                    | Marchesini · Cambón · Wunsch · Desarciacox · Navarro · Dudok |                            | Romero · Zalazar · Suárez · Lo Celso · Puebla · Mac Allister |                                   |  |

| 22 de enero; 21:00 | Cerro       | 1:2 (1:1) | Independiente del Valle | Parque Viera, Montevideo |                          |
|                    | Cáceres 17' | Reporte   | Medina 40' · Hoyos 75'  | Árbitro(s): Hernan Heras | Árbitro(s): Hernan Heras |

| 24 de enero; 21:00 | Montevideo City Torque              | 2:0 (1:0) | Independiente del Valle | Gran Parque Central, Montevideo |                           |
|                    | Da Silva 35' · Rodríguez 49' (pen.) | Reporte   |                         | Árbitro(s): Alberto Feres       | Árbitro(s): Alberto Feres |

| 24 de enero; 22:00 | Albion | 0:1 (0:1) | Colón        | Estadio Charrúa, Montevideo |                          |
|                    |        | Reporte   | Gigliotti 7' | Árbitro(s): Kevin Fontes    | Árbitro(s): Kevin Fontes |